# Friederike Klünder

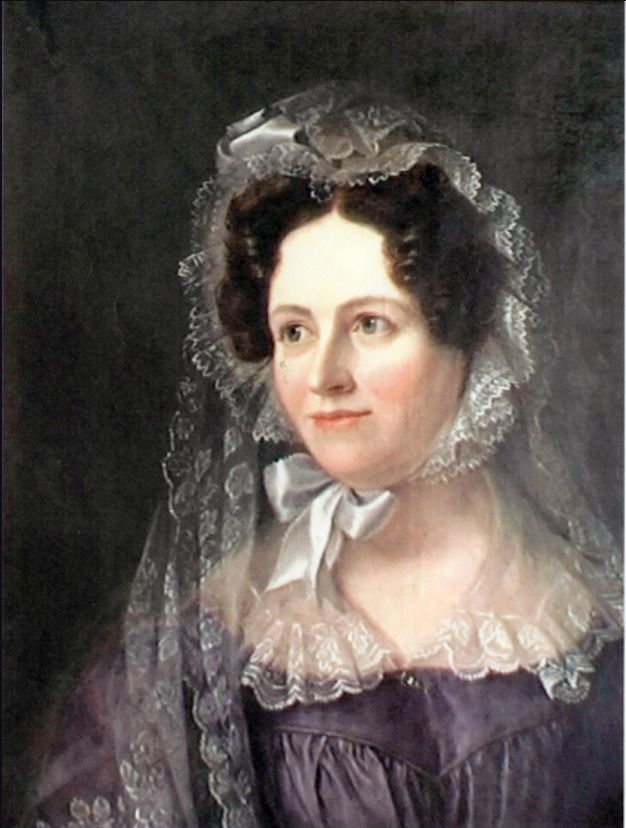
Friederike Klünder, Porträtgemälde (undatiert)

Charlotte Friederike Amalie Klünder, geborene Grupen (* 28. Januar 1776 in Stadthagen; † 6. Juni 1848 in Hamburg), war eine deutsche Wohltäterin und gesundheitliche Aufklärerin.

## Leben
Klünder wuchs als Tochter des Superintendenten D. theol. Johann Friedrich Gottfried Grupen und seiner Ehefrau Christine Benedicte (geb. Ballhorn) ab 1778 in Bückeburg und ab 1784 in Neustadt am Rübenberge auf. Durch die Heirat mit dem aus Braunschweig gebürtigen Bankierssohn Rütger Heinrich Klünder (1763–1849), der in Hamburg zeitweilig als Teilhaber der Firma Peter Godeffroy Söhne & Comp tätig war, kam sie nach Hamburg.
Gemeinsam mit ihrem Ehemann kaufte sie 1799 in Blankenese das Gelände des jetzigen Hesseparks, um an dessen höchster Stelle, die später den Namen „Kiekeberg“ erhielt, das „Landhaus Klünder“, heute als „Hessehaus“ bekannt, zu errichten und einen Park auf der ehemaligen Schafweide anzulegen. 
Nach 1800 ließ sie sich von den in Hamburg tätigen Ärzten de Chaufepié und Kerner in der Pockenschutzimpfung unterweisen. In der Folgezeit führte sie an 2168 Kinder und Erwachsene Schutzimpfungen aus. Zur Zeit der großen Arbeitslosigkeit von großen Teilen der Blankeneser Bevölkerung – verursacht durch die Kontinentalsperre – regte sie die Blankeneserinnen zur Selbsthilfe an, indem sie die Frauen mit Flachs versorgte, sie spinnen und weben ließ und die Ware im Namen der Frauen verkaufte. Sie gründete eine Armenhilfe und sammelte immer wieder Geld für die Not leidende Bevölkerung, z. B. auch nach mehreren Brandkatastrophen.
Kurz nach der Goldenen Hochzeit des Ehepaares verstarb am 6. Juni 1848 zunächst Friederike Klünder und im darauffolgenden Jahr auch ihr Ehemann.

## Familie
Das Ehepaar Klünder hatte drei Kinder. Die jüngere Tochter Elise (1799–1867) war seit 1819 mit dem Hamburger Rechtsanwalt, Notar und Senator August Meier verheiratet. Der Sohn Friedrich Klünder lebte beim Tod der Mutter 1848 in Hamburg und war mit Friederike Louise Bleßmann aus Göttingen verheiratet. Die ältere Tochter Benedicta (1798–1838, seit 1819 verheiratet mit Kaufmann Karl Krutisch in Hamburg) starb vor der Mutter; von dieser Tochter hatte Friederike Klünder lt. ihrem Sterbeeintrag von 1848 fünf Enkel.
Friederike Klünder geb. Grupen war eine Großnichte des bedeutenden Bürgermeisters Christian Ulrich Grupen (1692–1767) in Hannover. Ihre Schwester Maria Elisabeth Dorothea war mit John Thornton (1764–1835) verheiratet. Deren gemeinsame Tochter war die in Hamburg tätige Sozialreformerin Charlotte Paulsen (1797–1862).

## Ehrungen
Seit 2019 ist der Friederike-Klünder-Weg in Blankenese nach ihr benannt.